# Trofim i Eukarpion
Trofim i Eukarpion, cs. Swiatyje muczieniki Trofim i Jewkarpij – męczennicy chrześcijańscy z Nikomedii z III lub IV wieku, święci Kościoła katolickiego i prawosławnego.
Według greckiej Pasji byli żołnierzami w czasach panowania cesarzy Dioklecjana (284-305) i Maksymiana (286-305). Brali udział w realizacji zarządzeń dotyczących prześladowania chrześcijan, jednakże doznawszy wizji nawrócili się na chrześcijaństwo. Pomagając uwięzionym, sami zostali aresztowani i poddani torturom. Ich wiszące ciała rozrywano żelaznymi hakami. Modląc się do Boga wierzyli, że odpokutowują za swoje grzechy. Kiedy rozpalono ogień, Trofim i Eukarpion sami do niego weszli oddając swe dusze Bogu.
Ich wspomnienie liturgiczne obchodzono w różnych terminach: 18, 22 lub 23 marca (synaksarion), a także 28 i 30 listopada oraz 5 grudnia. Cezary Baroniusz umieścił ich pod dniem 18 marca.
Cerkiew prawosławna wspomina świętych męczenników odpowiednio 18/31 marca.